# Suomusjärvi
Suomusjärvi è stato un comune finlandese di 1 328 abitanti, situato nella regione del Varsinais-Suomi. Il comune è stato soppresso nel 2009.